# Łagisza

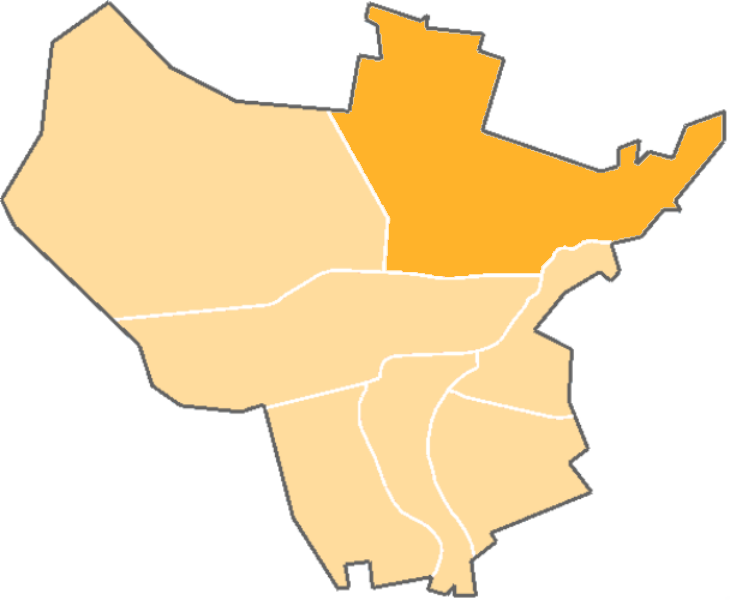
Lage von Łagisza in Będzin

Łagisza (dt. Lagischa (1939–1945)) ist ein Stadtteil von Będzin in der Woiwodschaft Schlesien, Polen und liegt im Nordosten der Stadt. 

## Geschichte
Der Ort wurde im Jahr 1443 als Łagyscha urkundlich erwähnt, als das Herzogtum Siewierz mit dem Dorf vom Teschener Herzog Wenzel I. dem Krakauer Bischof Zbigniew Oleśnicki verkauft wurde.
Łagisza wird von Jan Długosz mit dem lateinischen Namen Lagyscha in der Liber beneficiorum dioecesis Cracoviensis (1470 bis 1480) erwähnt.
1924 wurde in Łagisza eine Pfarrei gegründet. Zwischen 1954 und 1969 war der Ort Sitz der Gromada Łagisza und am 1. Januar 1969 bekam Łagisza die Stadtrechte verliehen und die Gromada wurde aufgelöst. Zum 1. Januar 1973 wurde die Stadt aufgelöst und nach Będzin eingemeindet.

## Wirtschaft und Infrastruktur
In Łagisza befindet sich das Kraftwerk Łagisza. Durch Łagisza verläuft die Droga krajowa 86. Der Güterbahnhof Będzin Łagisza liegt an der Bahnstrecke Dąbrowa Górnicza Ząbkowice–Brzeziny Śląskie.